# Extinct Birds
Extinct Birds – książka autorstwa Waltera Rothschilda, wydana w 1907 roku przez Hutchinson. Poświęcona jest wymarłym ptakom holocenu i gatunkom kopalnym. Jest pierwszą w historii pozycją skupiającą wyłącznie opisy ptaków wymarłych i wymierających.

## Tło

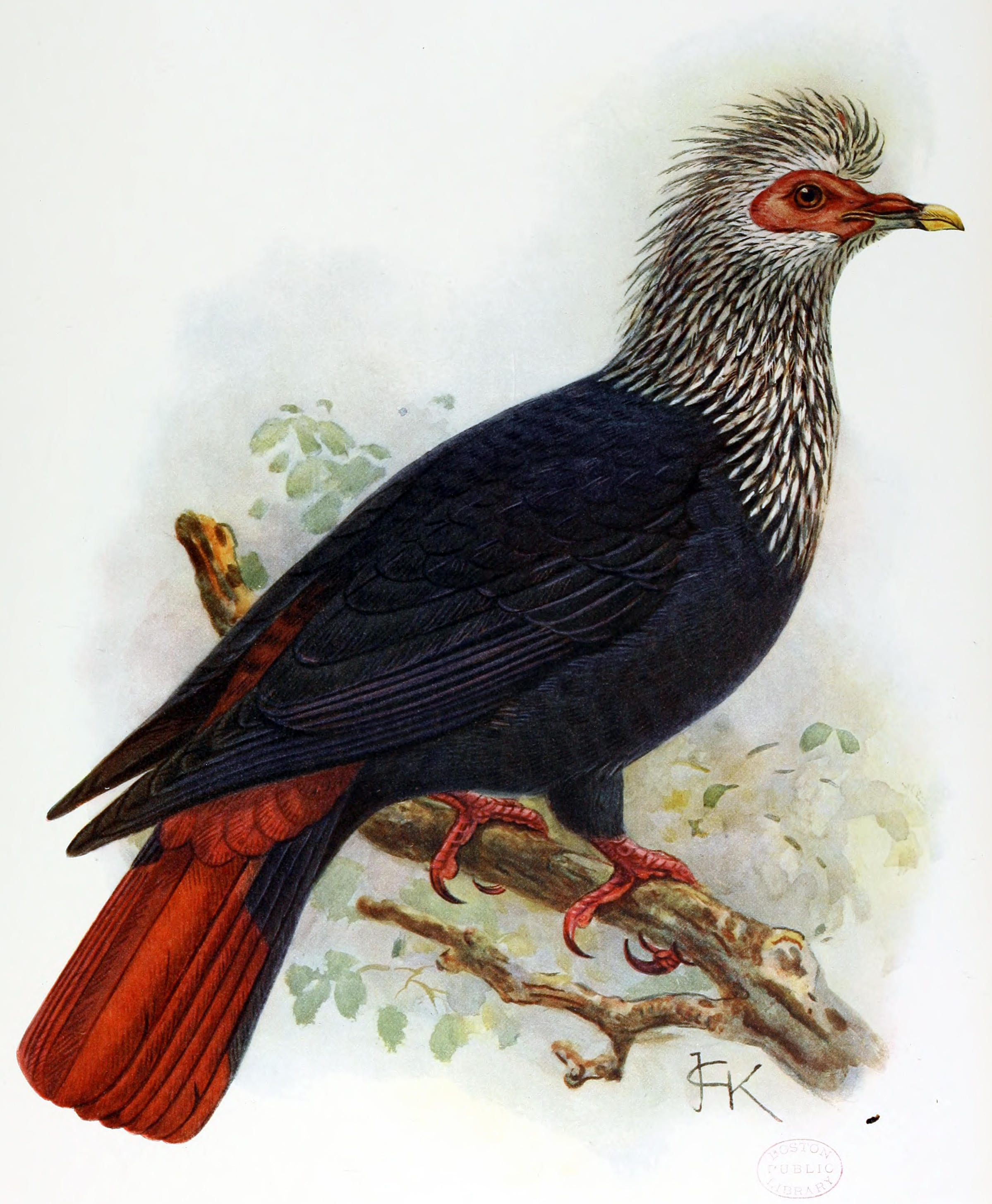
Koralczyk maurytyjski (Alectroenas nitidissima); autor: John Gerrard Keulemans

Przed wydaniem Extinct Birds brytyjski baron i zoolog Walter Rothschild wiele lat wykazywał zainteresowanie wymarłymi i wymierającymi gatunkami. Pełny podtytuł książki brzmi: An attempt to unite in one volume a short account of those Birds which have become extinct in historical times—that is, within the last six or seven hundred years. To which are added a few which still exist, but are on the verge of extinction (Próba zebrania w jednym tomie krótkich opisów tych ptaków, które wymarły w czasach historycznych – czyli w przeciągu ostatnich sześciu czy siedmiu stuleci. Do których dodano kilka nadal żyjących, ale będących na skraju wymarcia). Rothschild jako pierwszy w historii poruszył ten temat w swojej dość ekscentrycznej jak na tamte czasy pracy. Był zapalonym kolekcjonerem wszystkich rzadkich okazów przyrodniczych. Członkowie jego rodziny byli bankierami, dzięki czemu miał dostateczną ilość środków finansowych, by wysyłać swoich kolekcjonerów w różne części świata; bez jego starań wymarcie wielu ptasich gatunków pozostałoby niezauważone. Rothschild wskazał liczne pozycje traktujące o wymarłych ptakach już na początku XVIII wieku, najstarszą opublikowano w 1580/90.

## Zawartość
W książce zamieszczono 45 tablic barwnych (z numeracją do 42), spośród których około 20 stanowiło rekonstrukcje wyglądu wykonane jedynie na podstawie opisów lub starych ilustracji (bez zachowanych okazów muzealnych). Część nie była wiarygodna, między innymi tablica z przedstawieniem hipotetycznego gatunku Ara erythrura (współcześnie takson uznawany za nieważny lub prawdopodobnie nieważny). Część okazów służących za punkt odniesienia w opisach pochodziła z prywatnych zbiorów Rothschilda w Tring (późniejsze Muzeum Historii Naturalnej w Tring). Niektóre okazy pozyskane m.in. przez Henry’ego Palmera podczas wyprawy na Hawaje pod koniec XIX wieku posłużyły Rothschildowi przy pisaniu The Avifauna of Laysan and the Neighbouring Islands (1893–1900). We wspomnianej pozycji znajdowały się opisy ptaków wymarłych już w momencie wydania Extinct Birds, między innymi reliktowca dużego (Moho bishopi; ostatnie pewne stwierdzenie z 1904 roku).

## Publikacja
Extinct Birds wydano w 300 egzemplarzach, z czego jedynie 280 przeznaczono na sprzedaż. W 1907 roku cena Extinct Birds wynosiła 25 funtów, co wówczas stanowiło równowartość wynagrodzenia za 75 dni pracy umiejętnego rzemieślnika. W 1922 roku cena spadła do 16 funtów 10 szylingów, równowartości 50 stawek dziennych wykwalifikowanego rzemieślnika. Współcześnie jako unikat Extinct Birds osiąga w sprzedaży wysokie ceny, przykładowo na jednej z aukcji Christie’s w 2011 roku dzieło Rothschilda sprzedano za 6250 funtów (ponad 30 tys. złotych).